# Coupe de Belgique de football 1987-1988
La Coupe de Belgique 1987-1988 a été remportée le 28 mai 1988 par le Royal Sporting Club d'Anderlecht au Stade du Heysel à Bruxelles.

## Finale
| Équipes           | RSC Anderlecht - Standard de Liège |
| Score             | 2 - 0 (1 - 0) |
| Stade             | Stade du Heysel, Bruxelles |
| But               | 40e Luc Nilis (1-0), 78e Eddie Krnčević (2-0) |
| RSC Anderlecht    | Jacky Munaron - Georges Grün, Stéphane Demol, Adrie van Tiggelen, Stephen Keshi - Henrik Andersen, Arnór Gudjohnsen, - Pier Janssen, Patrick Vervoort - Luc Nilis, Eddie Krnčević (Michel De Groote) Entraîneur : Raymond Goethals                |
| Standard de Liège | Gilbert Bodart - Freddy Luyckx (Zoran Bojović, 79e), Daniel Nassen, Michel Wintacq, Michel Renquin - Etienne Delangre, Guy Vandersmissen, Thierry Rouyr (Srebrenko Repčić, 57e) - Dimitri M'Buyu, Alexandre Czerniatynski Entraîneur : Jef Vliers |

### Sources et liens externes
- Archives de l'ASBL Foot100
- Archives des journaux et quotidiens de l'époque